# USA Network
USA Network ist ein US-amerikanischer Kabel-Fernsehsender. USA Network gehört seit 2004 zum Medienkonzern NBCUniversal. Der Sender nahm unter dem Namen Madison Square Garden Network im Jahre 1977 seinen Sendebetrieb auf.

## Geschichte
Am 9. April 1979 wurde der Name des Senders nach einer Neuausrichtung auf USA Network geändert.
Das Programm von USA Network besteht schwerpunktmäßig aus Fernsehserien, Sportveranstaltungen und Spielfilmen. Zu den eigenproduzierten Serien des Networks zählen die auch in Deutschland bekannten Serien Duckman, Nikita, Monk, Dead Zone, Psych, Burn Notice, Royal Pains, Suits, White Collar, Dr. Dani Santino – Spiel des Lebens oder die Science-Fiction-Serie 4400 – Die Rückkehrer. Auch die von RTL gezeigte Neuauflage der Krimiserie Kojak – Einsatz in Manhattan ist eine USA-Network-Produktion.
Daneben sind unter anderem Wiederholungen von NBC- und CBS-Serien Law & Order: Special Victims Unit, Criminal Intent – Verbrechen im Visier, JAG – Im Auftrag der Ehre, Navy CIS und Walker, Texas Ranger auf USA Network zu sehen.
Darüber hinaus strahlt USA Network diverse Golf- und Tennis-Turniere, wie etwa die US Open, aus. Im Oktober 2005 übernahm USA Network, wie schon in den Jahren 1993 bis 2000, zusätzlich die Ausstrahlung der Wrestling-Show Raw. Ebenso übernahm USA Network am 13. September 2024, wie schon in den Jahren 2016 bis 2019, wieder die Ausstrahlung der Wrestling-Show SmackDown, nachdem diese 5 Jahre bei FOX lief.

## Serien

### Aktuelle Serien
- seit 2016: Queen of the South
- seit 2017: The Sinner

### Wrestling Shows
- 1993–2000, 2005–2025: WWE Raw
- 2016–2019, seit 09/2024: WWE SmackDown

### Ehemalige Serien
- 1993–1999: Palm Beach-Duo (Silk Stalkings, nur Staffel 3 bis 8)
- 1994–1997: Duckman
- 1996–2000: Pacific Blue – Die Strandpolizei (Pacific Blue)
- 1997–2001: Nikita (La Femme Nikita)
- 1998–1999: Das Netz – Todesfalle Internet (The Net)
- 2002–2009: Monk
- 2002–2007: Dead Zone (The Dead Zone)
- 2003: Helena von Troja (Helen of Troy)
- 2004–2007: 4400 – Die Rückkehrer (The 4400)
- 2004: Spartacus
- 2006–2014: Psych
- 2007–2011: Criminal Intent – Verbrechen im Visier (Law & Order: Criminal Intent, nur Staffel 7 bis 10)
- 2007–2013: Burn Notice
- 2008: The Starter Wife – Alles auf Anfang (The Starter Wife)
- 2008–2012: In Plain Sight – In der Schusslinie (In Plain Sight)
- 2009–2014: White Collar
- 2009–2016: Royal Pains
- 2010–2014: Covert Affairs
- 2011–2012: Fairly Legal
- 2011–2013: Dr. Dani Santino – Spiel des Lebens (Necessary Roughness)
- 2011–2019: Suits
- 2012: Common Law
- 2013–2015: Graceland
- 2014–2015: Satisfaction
- 2015–2018: Colony
- 2015–2019: Mr. Robot
- 2016: Eyewitness
- 2016–2018: Shooter
- 2018–2019: The Purge – Die Säuberung (The Purge)
- 2019: Treadstone
- 2019: Pearson